# Os The Darma Lóvers
Os The Darma Lóvers est un groupe brésilien de rock, aux influences bouddhistes et psychédéliques, originaire de Porto Alegre, dans le Rio Grande do Sul. Ils comptent 6 albums enregistrés au Brésil, mais aussi en Europe et au Japon, et des participations à diverses compilations et hommages. Leurs chansons sont toutes disponibles sur les principales plateformes.

## Histoire
En 1995, Nenung et Irínia mettent fin au cycle du groupe Barata Oriental, duquel ils sont membres, et en 1998, après avoir trouvé le Dharma, ils créent le groupe Os The Darma Lóvers, selon le récit de Nenung dans le livre Gauleses irredutíveis (Avila et al, 2001, p. 95). Tous deux deviennent élèves de Son Éminence Chagdud Tulku Rinpoché, fondateur du temple bouddhiste situé à Três Coroas, et sont touchés par le Dharma du Bouddha. Le lien du groupe avec le bouddhisme se fait de plus en plus fort.
Dès lors, le lien avec le bouddhisme se renforce et est désormais présent dans l'attitude des musiciens et dans une grande partie des paroles, ce qui vaut au groupe d'être appelé les créateurs du « rock zen »,. Le son du groupe est également classé comme mantra pop et de pop bouddhiste,. Le son du groupe est également classé par le Diário do Pernambuco comme folk rock (basé sur les enseignements de Siddhartha Gautama, le Bouddha) ou comme folk psychédélique par le chroniqueur de G1 Antônio Carlos Miguel.
Le groupe acquiert une visibilité internationale lorsque l'album Laranjas do Céu, sorti au Brésil en 2004, est publié en France sur le label Nacopajaz Records en 2006. 
La formation reste la même jusqu'au concert d'adieu en 2022, où ils enregistrent la base du documentaire qui raconte l'histoire de leurs 25 ans d'existence. Nenung poursuit sa carrière en solo, publie des recueils de poésie et se produit également au sein du trio electro-rock Juliano, Nenung e Albo. Il collaborera avec Frejat, Dado Villa-Lobos, Moreno Veloso, Liminha, Ronaldo Bastos, Paula Toller, Mariana Aydar, Wander Wildner et bien d'autres.

## Style musical et membres
Le duo fondateur du groupe se compose de Luis Nenung et Irinia Taborda, également connus sous le nom de Yang Zam. Mariés à l'époque et bouddhistes pratiquants, ils commencent à transformer leurs expériences en poésie et en chansons dans une perspective contemplative avec des touches de psychédélisme, de punk rock et de tropicalisme.
Au fil du temps, ils ajoutent de nouveaux membres, Marcelo 4Nazzo à la guitare, Thiago Heinrich à la basse et au piano, quelques percussionnistes qui ont circulé tout au long de leur histoire, et même le légendaire Jimi Joe à la guitare 12 cordes.

## Partenariats et rééditions
Tout au long de leur histoire, les Darma Lóvers ont différents groupes, collaborateurs, musiciens et producteurs, avec toujours Nenung et Srinia au premier plan. Sur l'album Espaço !, Nenung et Srinia étaient accompagnés des musiciens Marcelo Fornazzier, Thiago Heinrich, André Vicente, Cristiano Sassá et Jimi Joe. Sur les albums précédents, ils collaborent avec ces musiciens et d'autres, tels que Frank Jorge, Alexandre Kassin, Moreno Veloso, Domenico Lancellotti, Ronaldo Bastos, Dado Villa-Lobos, Mariana Aydar, Sassá, Jimi Joe, et André Vicente, entre autres. Leurs compositions sont réenregistrées.
Certaines de ses compositions sont réenregistrées par d'autres artistes. Dado Villa-Lobos réenregistre deux morceaux : la première est Diamante, un morceau du premier album du groupe, connu sous le titre de Branquinnho (2000), qui est réenregistrée sur son album Jardim de Cactus (2009) ; la seconde est O homem que calculava, un morceau de l'album Simplesmente (2009), qui est réenregistrée sur l'album O passo do Colapso (2012). Nenung compose également avec d'autres artistes.
Nenung compose également avec d'autres artistes. Avec Wander Wildner, il compose le morceau Replicante em teste pour l'album Em teste du groupe Os Replicantes. Avec Paula Toller et Liminha, il compose le titre de l'album de la chanteuse sorti en 2014, Transbordada,.

## Discographie

### Albums studio
- 2000 : Os The Darma Lóvers (Branquinho)
- 2002 : Básico
- 2004 : Laranjas do Céu
- 2009 : Simplesmente
- 2013 : Espaço!

### Albums live
- 2006 : Lóver Hits + ao Vivo no Ocidente

### Démos
- 1999 : Demo

## Distinctions
En 2014, Nenung est nommé pour le prix Açorianos du meilleur compositeur pour son travail sur l'album Espaço !.